# نظام إدارة المستندات والسجلات الإلكترونية
نظام إدارة المستندات والسجلات الإلكترونية (EDRMS) هو أحد أنواع أنظمة إدارة المحتويات وهو يشير إلى التقنيات المجمعة التي تخص أنظمة إدارة المستندات وإدارة السجلات كنظام مدمج متكامل.

## الهدف من إدارة المستندات والسجلات الإلكترونية
تهدف إدارة المستندات والسجلات الإلكترونية إلى إتاحة الفرصة للمنظمات أن يديروا المستندات والسجلات من خلال دورة حياة المستندات، وذلك ابتداء من لحظة إنشائها وحتى إسقاطها.
وبشكل نموذجي، تنظر الأنظمة إلى المستند على أنه قيد العمل إلى أن يخضع للمراجعة والاعتماد والقفل و(ربما) النشر، وفي تلك النقطة، يصبح المستند سجلاً في المنظمة.
وبمجرد وصول المستند إلى حالة السجل، يمكن أن تقوم المنظمة بتطبيق أفضل سياسات الاحتفاظ بالمستندات المفروضة قانونًا، والتي تحدد كيفية تقدم النصف الآخر من دورة حياة السجلات. ويشتمل ذلك بشكل نموذجي الاحتفاظ بالمستندات وحمايتها من التغيير، إلى أن يقع أحد أحداث انتهاء عمر المستند، والتي تؤدي إلى تطبيق الجدول الزمني للتخلص من المستندات. وفي النهاية، وبشكل نموذجي يخضع الملف للإتلاف في وقت محدد بعد وقوع هذه الأحداث.

## برامج نظام إدارة المستندات والسجلات الإلكترونية
توفر برامج إدارة المستندات والسجلات الإلكترونية مجموعة من موردي برامج هذه الأنظمة على مستوى المؤسسات (أي تهدف إلى إدارة كل المستندات والسجلات الموجودة في المؤسسة).
وقد قام هؤلاء الموردون من قبل بتوفير أنظمة إدارة المستندات الإلكترونية، كما قاموا بالاستحواذ على شركات أنظمة إدارة السجلات الأصغر منها. ويحدد مستوى تكامل الدمج والغرض الأصلي من مكون إدارة السجلات لإدارة السجلات الإلكترونية درجة تعقيد نشر النظام النهائي وربما كيفية استخدامه.

## التقنيات ذات الصلة
- إدارة عمليات الأعمال (BPM)
- إدارة محتويات المشروعات (ECM)
- مسح الصور|المسح
- إدارة محتويات الويب (WCM)

## المنظمات الاحترافية
تضم المنظمات الاحترافية للمستندات والسجلات ما يلي:
- اتحاد إدارة المعلومات والصور (AIIM)
- اتحاد القائمين على إدارة السجلات والمسئولين عنها (ARMA International)
- جمعية إدارة السجلات (RMS)
- اتحاد إدارة السجلات في أستراليا وآسيا (RMAA)
- اتحاد المعلومات النووية وإدارة السجلات (NIRMA)